# Fuscaldo
Fuscaldo är en ort och kommun i provinsen Cosenza i regionen Kalabrien i Italien. Kommunen hade 8 160 invånare (2018).